# 洛西尼
50°12′5″N 23°29′46″E / 50.20139°N 23.49611°E
洛西尼（烏克蘭語：Лосини），是烏克蘭西部的村莊，隸屬利維夫州的利維夫區。該村面積1.17平方公里，海拔高度605米，2001年人口767，人口密度每平方公里639.17人。